# Heukenberg
Der Heukenberg ist eine 349 m hohe Erhebung im Sollingvorland bei Merxhausen in Niedersachsen.

## Lage und Umgebung
Der Heukenberg liegt östlich des Sollings, westlich der Amtsberge. An seinem südwestlichen Fuße liegt Merxhausen und auch der Spüligbach fließt hier entlang. Seine nördlichen Ausläufer kommen bis in die Nähe von Heinade, die südlichen bis Mackensen. Die Gemeindegrenzen von Heinade und Dassel verlaufen quer über diese Erhebung, was auch der Landkreisgrenze zwischen Landkreis Holzminden und Landkreis Northeim entspricht.

## Flora und Naturschutz
Kleinräumige Biotope mit schützenswerten Arten ergeben hier ein harmonisches Landschaftsbild, das daher großteils als Naturschutzgebiet Heukenberg ausgewiesen ist, sowie insgesamt als FFH-Gebiet in Kombination mit dem Holzberg. Besonders artenreich ist der Halbtrockenrasen. Daneben finden sich Grünlandflächen, die teilweise mit Gehölz bestanden sind. Die hier extensiv betriebene Landwirtschaft unterstützt den Erhalt der lokalen Vielfalt.

## Namensherkunft und Sagen
Der Name Heukenberg, in älteren Versionen auch Häukenberg oder Hödekenberg, wird vom Hödeken, einer koboldartigen Sagengestalt, abgeleitet, die hier gewohnt haben soll. Einer Sage zufolge soll es am Heukenberg gespukt haben, bis es einem Geistlichen gelang, den Spuk in einen Fisch im nahen Bach zu verbannen.
Einer anderen etymologischen Deutung zufolge ist der Name auf eine frühere Nutzung als Weidegebiet für Ziegen (niederdeutsch: hoiken) zurückzuführen.